# Макаровка (Бобруйский район)
Мака́ровка (бел. Макараўка) — деревня в составе Горбацевичского сельсовета Бобруйского района Могилёвской области Республики Беларусь.

## История
До 20 ноября 2013 года входила в состав Гороховского сельсовета.

## Население
- 1999 год — 55 человек
- 2010 год — 42 человека